# Alue Kuta
Alue Kuta is een bestuurslaag in het regentschap Bireuen van de provincie Atjeh, Indonesië. Alue Kuta telt 693 inwoners (volkstelling 2010).